# Dodécaèdre métabiaugmenté
Pour les articles homonymes, voir J60.
Le dodécaèdre métabiaugmenté est un polyèdre faisant partie des solides de Johnson (J60). Comme le nom l'indique, il peut être construit en augmentant doublement un dodécaèdre en attachant deux pyramides pentagonales (J2), une à une face et l'autre à une face adjacente à la face opposée.  
Les 92 solides de Johnson ont été nommés et décrits par Norman Johnson en 1966.